# Arganzuela
Arganzuela är ett av de 21 distrikten (distritos) i Spaniens huvudstad Madrid. Det ligger i provinsen Provincia de Madrid och regionen Madrid, i den centrala delen av landet. Arganzuela ligger 605 meter över havet och antalet invånare är 148 797.

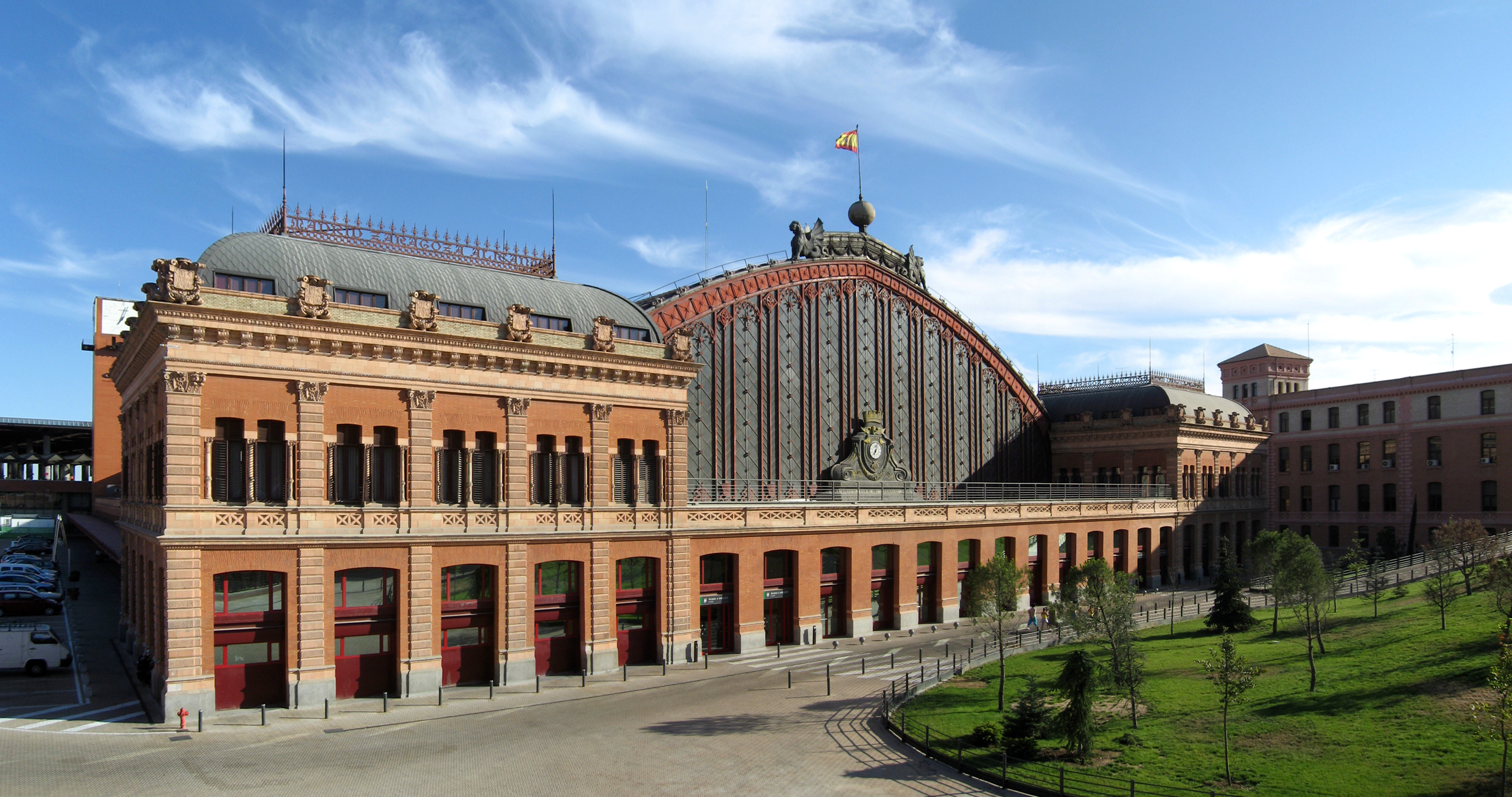
Madrids centralstation Atocha.

Terrängen runt Arganzuela är huvudsakligen platt. Arganzuela ligger nere i en dal. Runt Arganzuela är det mycket tätbefolkat, med 4 670 invånare per kvadratkilometer.